# 魯比·法蘭克
魯比·法蘭克（英語：Ruby Franke，1982年1月18日—），美國前家庭影片Vlog作者，也是被定罪的虐待兒童者，經營的YouTube頻道「8 Passengers」現已解散。2023年8月30日，法蘭克在猶他州華盛頓縣被捕，根據猶他州法律，她被控六項嚴重虐待兒童罪，並對其中四項認罪。法蘭克預計於2024年2月被判刑。

## 職業生涯
2015年初，法蘭克創建了一個名為「8 Passengers」的YouTube頻道，記錄她與丈夫凱文以及六個孩子在猶他州的家庭生活。她最初每週五天在早上6點發佈內容。截至2020年6月，該頻道擁有近250萬訂閱者，觀看次數達10億次。
從2020年開始，當法蘭克的一個兒子說他被禁止進入自己的臥室，被迫睡在豆袋上達七個月之久時，觀眾開始關注法蘭克的管教方式，其中還包括扣留食物、將一個孩子送往問題青少年野外訓練營、威脅要砍掉一個毛絨玩具的頭，以及告訴兩個孩子聖誕老人不會在當年的聖誕節給他們帶來任何東西，因為他們太「麻木」了，無法對其他懲罰做出反應。有人在Change.org上發起請願，舉報虐待和忽視兒童的行為。魯比和凱文·法蘭克發文為紀律辯護，稱這些事件被斷章取義。2021年，「8 Passengers」頻道的受歡迎程度有所下降。
2022年，法蘭克夫婦分居，凱文·法蘭克搬出了房子。法蘭克刪除了YouTube頻道，開始在諮商師喬迪·南·希爾德布蘭特（Jodi Nan Hildebrandt）經營的ConneXions公司擔任心理健康教練。2022年，她們共同推出一個新的影片頻道，並合作開設一個名為「Moms of Truth」的Instagram帳戶，還開設了育兒課程。根據鄰居和法蘭克家的大女兒觀察，法蘭克經常把孩子們獨自留在家裡，並打電話給有關部門查看他們的情況。

## 逮捕和起訴
2023年8月30日，法蘭克和希爾德布蘭特在猶他州艾文斯被捕，9月1日兩人被指控犯有六項嚴重虐待兒童的重罪。根據聖克拉拉-艾文斯公共安全部門的一份聲明，法蘭克12歲的兒子看起來很消瘦，「四肢有開放性傷口和膠帶」，他曾爬過希爾德布蘭特家的窗戶，向鄰居家索取食物和水。急救人員在屋內發現了法蘭克10歲的女兒，她也營養不良；兩個孩子都被送往醫院，男孩因嚴重營養不良和「被繩子捆綁造成的深度撕裂傷」接受治療。猶他州兒童和家庭服務部將兩人以及法蘭克的另外兩個孩子送去照顧。警方後來報告，據男孩說他的傷口是用卡宴辣椒和蜂蜜包紮的。
法蘭克和希爾德布蘭特被關押，不得保釋。兩人的首次虛擬聽證會於2023年9月8日在猶他州聖喬治舉行；原定於9月18日舉行的狀況審查聽證會應其律師的要求推遲。希爾德布蘭特交出了她的心理諮商師執照，等待法庭案件和紀律調查的結果 。
YouTube隨後表示，法蘭克在被捕後已被禁止進入該平台，與她相關的兩個頻道也被刪除。
2023年12月18日，法蘭克承認四項嚴重虐待兒童罪。後來，她對另外兩項指控不認罪。事實依據更詳細地闡明了虐待行為，包括法蘭克強行讓她的兒子在戶外工作數周而未採取適當保護措施，導致嚴重曬傷，以及聲稱孩子被附身的事件。法蘭克同意入獄服刑，並同意連續服刑而不是同時服刑。預計法蘭克將在即將對希爾德布蘭特進行的審判中作證指控希爾德布蘭特。法蘭克將於2024年2月20日判刑 。

## 個人生活
法蘭克夫婦是耶穌基督後期聖徒教會的成員。他們的大女兒曾表示，她長期以來一直不贊同母親的育兒策略。法蘭克有三個姐妹，也是具影響力的育兒專家；她們在一份聯合聲明中以及後來的個人影片中表示與法蘭克的行為撇清關係。2023年12月，法蘭克的丈夫在分居一年多後提出離婚。